# Zuktamrurita
La zuktamrurita és un mineral de la classe dels elements natius.

## Característiques
La zuktamrurita és un fosfur de fórmula química FeP₂. Va ser aprovada com a espècie vàlida per l'Associació Mineralògica Internacional l'any 2013. Cristal·litza en el sistema ortoròmbic. L'exemplar que va servir per a determinar l'espècie, el que es coneix com a material tipus, es troba conservat a les col·leccions del museu mineralògic del departament de mineralogia de la Universitat Estatal de Sant Petersburg, a Rússia, amb el número de catàleg 19607.

## Formació i jaciments
Va ser descoberta a Halamish wadi, a la formació Hatrurim, al desert del Nègueb, a Israel. Es tracta l'únic indret en tot el planeta on ha estat descrita aquesta espècie mineral.